# Ciąg funkcyjny
Ciąg funkcyjny – ciąg, którego wyrazami są funkcje

## Definicja
Ciąg funkcyjny {\displaystyle \{f_{n}(x)\}} określony na podzbiorze {\displaystyle X} zbioru liczb rzeczywistych {\displaystyle X\subseteq R} lub zespolonych {\displaystyle \,X\subseteq C} jest to przyporządkowanie każdej liczbie naturalnej {\displaystyle n} dokładnie jednej funkcji {\displaystyle f_{n}(x)} określonej na tym zbiorze.
Zamiast {\displaystyle \{f_{n}(x)\}} piszemy też {\displaystyle f_{1},f_{2},\ldots f_{n},\ldots }

### Przykład
{\displaystyle \{f_{n}(x)\}=\{nx^{2}+{\frac {x}{n}}\}\equiv x^{2}+{\frac {x}{1}},\,2x^{2}+{\frac {x}{2}},\,3x^{2}+{\frac {x}{3}},\,\ldots ,nx^{2}+{\frac {x}{n}},\ldots }
- poszczególne funkcje ciągu są zależne od wartości indeksu {\displaystyle n\in N}; {\displaystyle x\in X} - liczba rzeczywista / zespolona.

## Zbieżność
Dla ciągów funkcyjnych rozważa się zagadnienie ich zbieżności, ciągłości, różniczkowalności, całkowania. 

## Rodzaje zbieżności
W zależności od kontekstu i przestrzeni funkcji wyróżnia się:
- zbieżność jednostajną,
- zbieżność monotoniczną,
- zbieżność prawie jednostajną,
- zbieżność prawie wszędzie,
- zbieżność punktową ciągu funkcji,
- zbieżność według miary ciągów funkcyjnych.